# Mecostibus glaber
Mecostibus glaber är en insektsart som beskrevs av Willy Adolf Theodor Ramme 1929. Mecostibus glaber ingår i släktet Mecostibus och familjen Lentulidae. Inga underarter finns listade i Catalogue of Life.